# Dorfkirche Schönfeld (bei Demmin)

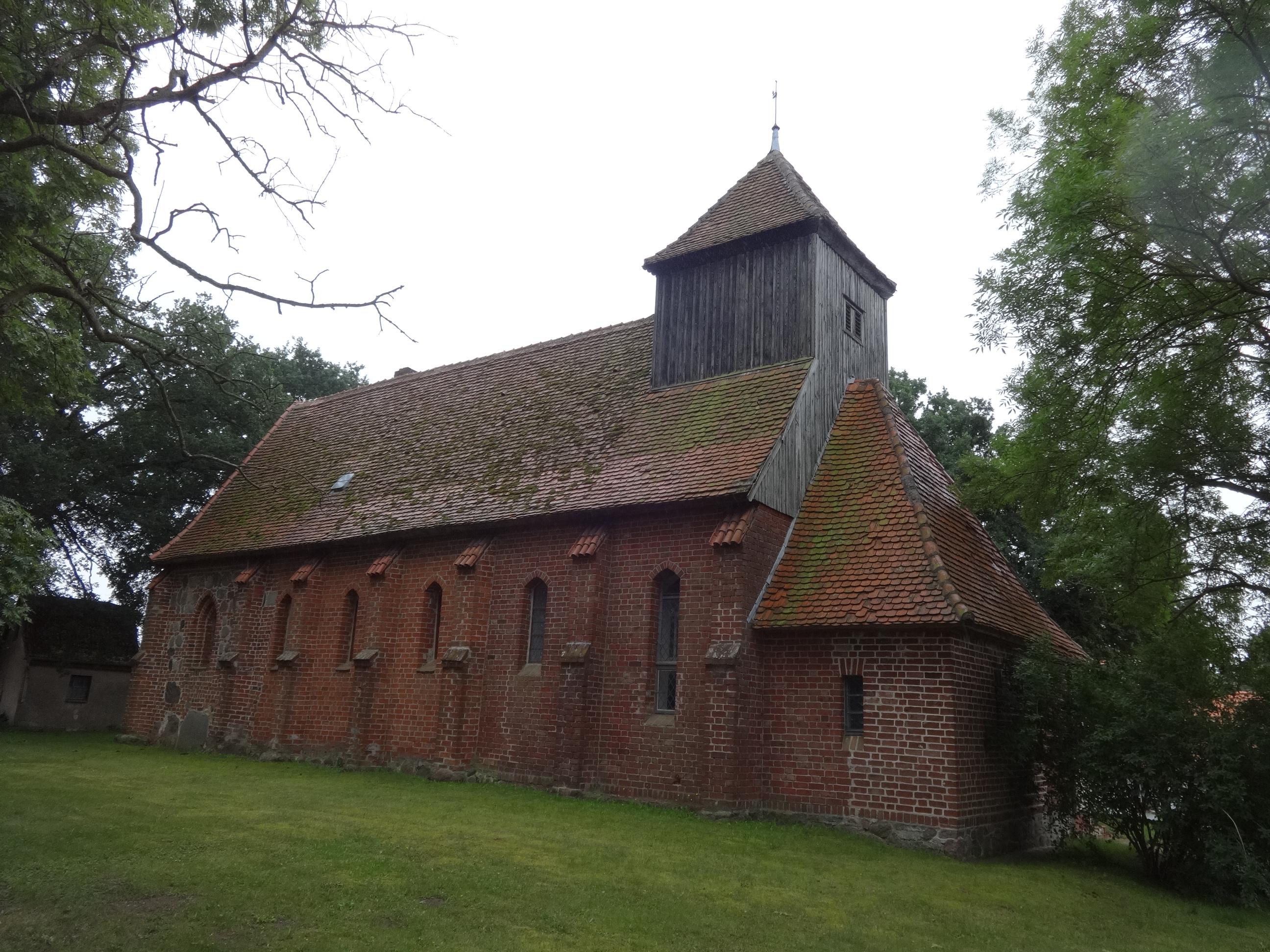
Dorfkirche Schönfeld

Die evangelische Dorfkirche Schönfeld ist ein Sakralbau in Schönfeld, einer Gemeinde im Landkreis Mecklenburgische Seenplatte in Mecklenburg-Vorpommern. Sie gehört zur Kirchengemeinde Schönfeld der Propstei Demmin im Pommerschen Evangelischen Kirchenkreis.

## Geschichte
Das genaue Baudatum der Kirche ist nicht bekannt. Das Dehio-Handbuch geht davon aus, dass um 1400 zunächst der Chor errichtet wurde, anschließend das Kirchenschiff. Hugo Lemcke beschreibt in seinen Aufzeichnungen, dass 1255 eine Kirche in Schönfeld als Filialkapelle der Kirche in Verchen bestand und 1491 eine Aufwertung zur Pfarrkirche erfolgte. Laut dem für Schönfeld zuständigen Pfarramt Verchen stammt der Westturm aus dem 16. Jahrhundert. Um 1900 erfolgte eine Erneuerung der Süd- und Westseite des Kirchenschiffs, des Dachturms sowie des Gewölbes im Chor.

## Architektur

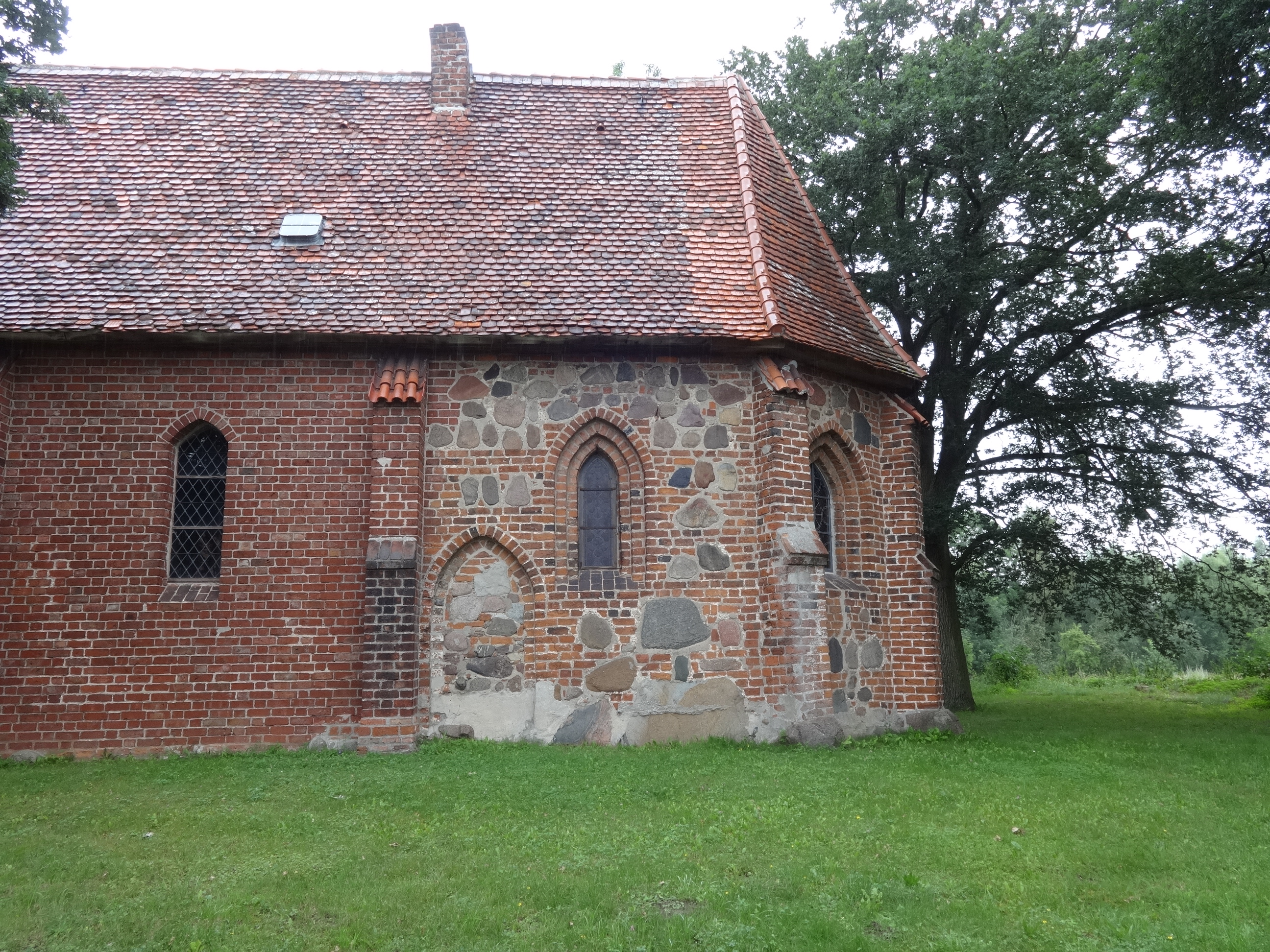
Südseite des Chors

Der dreiseitig geschlossene Chor wurde aus hellrotem Backstein mit untermischten Feldsteinen und – insbesondere im Sockel – Findlingen errichtet. Diese sind nur wenig behauen oder lagig geschichtet. An der südlichen Chorwand ist eine mit Feldsteinen und Mauersplittern zugesetzte Priesterpforte erkennbar. Der Chor wurde mit fünf zweifach gestuften Strebepfeilern stabilisiert. An den drei Seiten sind je ein spitzbogenförmiges Fenster, von denen das östliche größer und tiefer gesetzt ist. Sie sind mit dreifach gestuften Gewänden aus Mauerziegeln verziert.
An den Chor schließt sich nach Westen hin das Kirchenschiff aus dunkelrotem Backstein an, das seine Breite aufnimmt. Bis über die Hälfte des 19. Jahrhunderts war dieses Schiff noch ein Feldsteinbau, wie aus den Aufzeichnungen Ernst von Haselbergs hervorgeht. Damit gehört die Kirche in ihrer heutigen Gestalt abgesehen vom Chor der Neugotik an. An der Nordseite sorgen fünf weitere Strebepfeiler für die notwendige Stabilität. Die fünf Fenster pro Seite sind schlank-spitzbogenförmig, das westlich im Turmjoch gelegene größer und tiefer gesetzt. Die südliche Wand des Kirchenschiffs ist anders gegliedert. Hier sind lediglich drei Strebepfeiler und drei Fenster vorhanden, wobei das Fenster im Turmjoch wiederum größer und tiefer gesetzt ist. Der verbretterte Turm ist in seinem Grundriss quadratisch und hat an den drei sichtbaren Seiten je eine Klangarkade. Dahinter hängt eine Glocke aus dem Jahr 1654. Der Turm schließt mit einem Pyramidendach mit Turmkugel und Wetterfahne ab. Der Giebel des Kirchenschiffs ist ebenfalls mit Holz verkleidet. Daran schließt sich nach unten hin ein kleinerer, eingezogener Vorbau aus Mauersteinen an. An seiner Südseite befindet sich eine schlichte Pforte, über die die Kirche betreten werden kann.

## Ausstattung
Die Kanzel entstand im Stil der späten Renaissance in den Jahren 1670 bis 1690 und ist mit Säulen und Blenden gegliedert. Das Altarretabel zeigt in seiner Mitte Jesus Christus, links daneben einen Bischof sowie rechts eine Heiligenfigur. Oberhalb des Altars ist ein Kruzifix aus Holz. Daneben existieren Reste des Kirchengestühls aus dem Ende des 18. Jahrhunderts. Es trägt die Inschrift: ANNO 1670 DEN I IVNY BARTELMEVS SODEMAN HAT DISEN STOEL DER KIRCHE ZV SCHÖNFELD VÖRERD.
Die Grüneberg-Orgel baute Felix Johannes Grüneberg im Jahr 1914.